# Cappella della Madonna del Carmine (Rocchette)
La cappella della Madonna del Carmine è un edificio religioso situato a Rocchette, nel comune di Castiglione della Pescaia. La sua ubicazione è presso l'antico forte delle Rocchette.

## Storia
Costruita nella seconda metà del Settecento presso la fortificazione costiera, la piccola chiesa presenta gli elementi stilistici tipici delle altre cappelle rurali e gentilizie della zona, come la non lontana cappella di Santa Rita a Pian di Rocca. Non è da escludere che l'edificio religioso sia stato costruito in sostituzione della perduta pieve di Rocca, situata presso la fortificazione costiera, la cui esistenza già in epoca medievale è accertata nei registri delle Rationes decimarum della diocesi di Grosseto relativi al XII e al XIII secolo.

## Descrizione
La cappella di Rocchette si presenta come un semplice edificio religioso ad aula unica, con tetto a capanna, che si sviluppa a pianta rettangolare; le strutture murarie esterne si presentano rivestite in intonaco lungo i fianchi laterali, mentre la facciata principale anteriore si presenta con parete esterna in pietra. Il portale d'ingresso rettangolare, architravato e modanato, si apre al centro della facciata anteriore preceduto da una coppia di gradini; su ciascun lato del portale la facciata anteriore presenta due finestre di forma quadrangolare che in passato consentivano la sosta per la preghiera anche dall'esterno della cappella. Al centro della parte superiore della facciata è collocato uno stemma di forma rettangolare. Su ciascuno dei due fianchi laterali si apre una monofora ad arco ribassato, che contribuisce all'illuminazione naturale dell'interno della cappella.
Il luogo di culto presenta internamente le pareti interamente rivestite in intonaco, con la parete posteriore - che lo separa dal retrostante vano della sagrestia - ove si addossa il pregevole altare preceduto da una coppia di gradini, che nell'insieme costituiscono la piccola area presbiterale.